# Joaquim Serra i Corominas
Joaquim Serra i Corominas (* 4. März 1907 in Peralada; † 17. November 1957 in Barcelona) war ein katalanischer Pianist und Komponist. Serra gilt als einer der wichtigsten Komponisten für die Cobla und für die Sardana-Musik. Er wird katalanisch als der Komponist der difícil senzillesa, der „schwierigen Einfachheit“ beschrieben – er setzte genau die richtige Note und keine mehr.

## Leben und Werk
Joaquim Serra war der Sohn des Musikers und Komponisten Josep Serra i Bonal. Er erhielt von seinem Vater die grundlegende Einführung in die Musik. 1915, als Joaquim acht Jahre alt war, zog seine Familie nach Barcelona, um dem Jungen eine solide musikalische Ausbildung zu bieten. Er studierte seit dieser Zeit bei Musiklehrern wie Lluís Millet, Carles Pellicer und Enric Morera. Er entwickelte sich zum Komponisten und wurde mehrfach mit Preisen, unter anderem mit dem Concepció-Rabell- und Sant-Jordi-Preis, ausgezeichnet. Mit vierzehn Jahren komponierte er die Sardana La primera volada. Er führte schon als sehr junger Komponist wichtige Neuerungen in die Cobla-Musik in Bezug auf die formalen, klanglichen und diskursiven Aspekte dieser Musik ein.
1934 wurde er zum künstlerischen Leiter der Ràdio Associació de Barcelona (Radio-Gesellschaft von Barcelona) ernannt. Er leitete die Cobla de Barcelona und führte sie auf ein hohes künstlerisches Niveau. Er kooperierte mit den Volkstanzgruppen Verdaguer und Sarrià, mit denen er mehrere katalanische Ballette adaptierte. Er veröffentlichte 1957 den Tractat d’instrumentació per a cobla (Traktat über die Instrumentation der Cobla).
Joaquim Serra ist der Komponist von mehr als 50 Sardanas mit einem außerordentlichen musikalischen Niveau. Er hat sich künstlerisch intensivst mit der Cobla-Musik auseinandergesetzt und ist so zum Referenzkomponisten dieses Genres geworden.
Joaquim Serra starb im November 1957 im Alter von fünfzig Jahren. Die Agrupació Cultural Folklòrica Barcelona (Die „Gruppe Kultur und Folklore in Barcelona“) verleiht alljährlich den Joaquim-Serra-Gedenkpreis. Der Komponist Rafael Ferrer widmete ihm 1957 seine Komposition Adéu Quim. In Memoriam.